# Steekan
Die Steekan, auch Stechkanne, war ein holländisches Flüssigkeitsmaß und von der Ware in der Größe abhängig. In Bremen war es ein Öl-maß und Trangewicht (17,92 kg) und in Hamburg nur Tranmaß. Die Steekan als Weinmaß galt nicht für französische, spanische und portugiesische Weine, diese maß man nach dem Oxhoft (180 Mengelen) und Tierze (120 Mengelen), beziehungsweise nach Booten/Both und Pipen (340 Mengelen).
- Weinmaß
  - 1 Steekan = 8 Stoopen = 16 Mengelen = 32 Pinten = 64 Mutsjes = 978,15 Pariser Kubikzoll = 19,403 Liter
  - 8 Steekan = 1 Aam
  - 2 Steekan = 1 Anker
- Ölmaß[3]
  - Rüböl, Leinöl, Hanföl 1 Aam = 7 ½ Steekan = 120 Mengelen = 145,523 Liter
  - Olivenöl 1 Vat = 117 Mengelen
  - Lebertran 1 Quardeel = 12 Steekan = 192 Mengelen
- Biermaß
  - 1 Steekan = 16 Mengelen = 990,9 Pariser Kubikzoll = 19,656 Liter
  - 8 Steekan = 1 Tonne
- Branntweinmaß
  - 1 Steekan = 2 ½ Firtel = 15 Mengelen = 945,23 Pariser Kubikzoll = 18,75 Liter
  - 12 Steekan = 30 Firtel = 1 Oxhoft